# Claude Gauvreau
Claude Gauvreau (ur. 19 sierpnia 1925 w Montrealu, zm. 6 lipca 1971 tamże) – kanadyjski poeta i dramaturg.

## Życiorys
Wraz z bratem Pierre'em, który został filmowcem, pochodził z rodziny o szerokich horyzontach i dorastał w bardzo liberalnym środowisku, mając szeroki dostęp do dobrze zaopatrzonej biblioteki. Został bakałarzem sztuk w Collège Sainte-Marie, jednak jezuici wydalili go stamtąd za "nieprawomyślne poglądy" oraz obsceniczne szkice, które rysował w notatniku. W latach 1944–1946 pisał teksty dramatyczno-poetyckie, które w 1981 opublikował w zbiorze Les entrailles, później pisał głównie słuchowiska, wiersze (wydane w zbiorach  Sur fil métamorphose z 1956 i  Brochuges z 1957) i poematy (wydane w zbiorze Étal mixte z 1968). W 1947 uzyskał dyplom z filozofii na Uniwersytecie Montrealskim i napisał sztukę Bien-être dedykowaną jego muzie, aktorce Muriel Guibault. W 1952 napisał jedyną powieść, Beauté baroque. Jego brat Pierre poznał go z malarzem Paulem-Émile'em Borduasem. W 1970 i 1971 wystawiono dwie jego sztuki, La charge de l’orignal éporymable i Les oranges sont vertes. Stał się liderem ruchu automatystów, radykalnego ruchu artystycznego inspirowanego surrealizmem, zapoczątkowanego przez Borduasa. Jego twórczość była bliska założeniom teatru absurdu Becketta i Ionesco oraz teatru okrucieństwa Artauda, charakteryzowała się destrukcją wartości komunikacyjnych języka i poszukiwaniem nowych znaczeń przez dezartykulację wypowiedzi. Była zarazem symbolicznym wyrazem tragizmu egzystencji i utopijnego poszukiwania nowych ideałów i wartości. Zmarł śmiercią samobójczą.